# Julius Evola
Giulio Cesare Andrea "Julius" Evola (født 19. maj 1898 i Rom, død 11. juni 1974 samme sted) var en italiensk filosof, politisk tænker, digter, billedkunstner, okkultist, esoteriker, metafysiker og baron.
Han er bedst kendt for sit arbejde inden for traditionalisme og politisk radikalisme. Evolas konservative politiske holdninger er ofte blevet karakteriseret som ekstreme. Han var en kontroversiel figur, hvis ideer har haft en betydelig indflydelse på traditionalistisk og højreorienteret tankegang.

## Filosofi
Julius Evola var kendt for sit omfattende forfatterskab, hvor han skrev om emner som tradition, spiritualitet, politik, metafysik og kulturkritik. Han var inspireret af forskellige filosofiske traditioner, herunder buddhisme, hinduisme og vestlig esoterisme.
Evola udviklede en omfattende filosofi, der er dybt rodfæstet i traditionel metafysik, spiritualitet og aristokratisk elitisme. Han forfægtede en form for traditionalisme, der hævdede, at det moderne samfund var degenereret og havde mistet forbindelsen til de traditioner, som han mente var nødvendige for en sand menneskelig orden. Han kritiserede modernitetens rationalisme, materialisme og individualisme og søgte i stedet at genskabe en samfundsorden baseret på autoritet og åndelige principper.
Evola var dybt engageret i esoteriske traditioner, som han så som vejledende for den åndelige vej. Evola hyldede ideen om heroisk kamp og ære som en vej til åndelig oplysning. Han mente, at den spirituelle vækst kunne opnås gennem prøvelser og modgang. Han kritiserede New Age-bevægelsen for at mangle respekt for traditionerne og for at forsømme de historiske rødder.
Det er vigtigt at bemærke, at Evolas filosofi var sammensat og undertiden modsætningsfyldt. Mens nogle af hans ideer deler ligheder med traditionelle filosofiske og religiøse systemer, var hans tilgang også præget af elitisme, autoritarisme og tilknytning til moderne højreorienterede tanker.

## Politisk tænkning
Julius Evola's politiske tænkning var kompleks og ofte kontroversiel. Han udviklede en form for traditionel konservatisme, der adskilte sig fra både liberale, marxistiske, fascistiske og socialistiske ideologier og også fra mere moderne former for konservatisme.
Politisk var Evola tilknyttet forskellige højreorienterede og traditionalistiske bevægelser i det 20. århundrede. Selv om han var tilhænger af autoritære og traditionelle værdier, var han ikke tilhænger af fascismen, som han tog afstand fra i flere skrifter. Hans politiske ideer udgjorde snarere en form for traditionel konservatisme, der søgte at genoplive eller bevare gamle sociale og kulturelle strukturer. Evola kritiserede således fascismen for at være for materialistisk og for ikke at leve op til hans idealer om en åndelig samfundsorden. Evola havde også personlige konflikter med Mussolinis regime. Han blev for eksempel arresteret og fængslet kortvarigt i 1938 på grund af sin opposition til fascismen og hans forbindelse til en antifascistisk kreds.
Evola hyldede ideen om et naturligt hierarki i samfundet, hvor en åndelig og kulturel elite skulle styre samfundet. Han mente, at denne elite skulle lede samfundet baseret på deres åndelige udvikling og visdom. Evola var dybt kritisk over for demokratiet og modernitetens værdier. Han mente, at demokratiet førte til en nedbrydning af traditionelle værdier og autoritet, og at moderniteten førte til en forfladigelse af åndelig og kulturel værdi.
Evola kritiserede også materialismen og kapitalismen som destruktive for samfundet og den enkelte. Han mente, at materialismen og kapitalismen førte til en overvægt af fokus på materielle besiddelser og økonomisk succes på bekostning af åndelige værdier. Evola kritiserede også kapitalismen for den uretfærdige fordeling af ressourcer, hvor nogle få få mennesker akkumulerede store formuer på bekostning af masserne. Han mente, at dette skabte ulighed og sociale spændinger, der truede samfundets stabilitet.

## Indflydelse
Evola's værker har haft en betydelig indflydelse på forskellige politiske, intellektuelle og kulturelle bevægelser. Herunder har han påvirket mange debatter om tradition, modernitet og politik, samt bevægelser som søger åndelig udvikling gennem gamle traditioner.
Evolas filosofi har blandt andet haft indflydelse på højreorienterede og traditionalistiske politiske bevægelser. Hans ideer om aristokratisk elitisme, tradition og kritik af modernitet har været inspirationskilder for flere konservative grupper.
Det er vigtigt at bemærke, at Evolas indflydelse ikke bliver opfattet som entydigt positiv, og hans ideer er blevet kritiseret for deres elitisme, autoritarisme og tilknytning til højreekstremisme. Selvom Evola stadig er en kontroversiel figur, har hans arbejde fortsat indflydelse inden for visse intellektuelle kredse, især inden for traditionalisme, højreorienteret politik, konservatisme og esoterisk filosofi.